# Empar Bria Pelufo
Empar Bria Pelufo (Alcira, Valencia) es una activista española pro derechos humanos, coordinadora de la Comisión de Educación de Amnistía Internacional en la Comunidad Valenciana. Colabora en diversas actividades de índole feminista.

## Trayectoria como activista
Empar Bria Pelufo es licenciada en Lengua castellana y Literatura, y se dedica profesionalmente a la docencia, trabajando actualmente en un instituto de secundaria  donde centra su enseñanza en valores éticos, en particular en valores de igualdad, denunciando la discriminación y reivindicando una educación centrada en el cambio de actitudes y conductas, con la finalidad de desarrollar en las personas nuevos comportamientos solidarios e igualitarios. Busca soluciones integradoras para desarrollar en el alumnado capacidades cognitivas y emocionales que favorezcan el respeto de los derechos humanos y se formen personalmente.
Participa en numerosas acciones solidarias en defensa de los derechos humanos y la igualdad entre mujeres y hombres entre los que destacan: 
- Alzira-Radio, “Un Espacio para la igualdad”
- Propuestas de trabajo en el libro “Heroïnes, jocs de xiques”, Editorial Bromera, de Francesc Campos.
- Pasos apresurados, (Passos lleugers), forma parte de un proyecto internacional, se trata de testimonios documentados por Amnistía Internacional, dramatizados por la autora italiana Dacia Maraini y representados por la compañía de teatro CRIT. En esta obra se busca concienciar y visibilizar situaciones de desigualdad y violencia machista. Colabora con Edicions 96, con propuestas didácticas para que se entienda mejor la obra y realiza debates para profundizar en el texto.

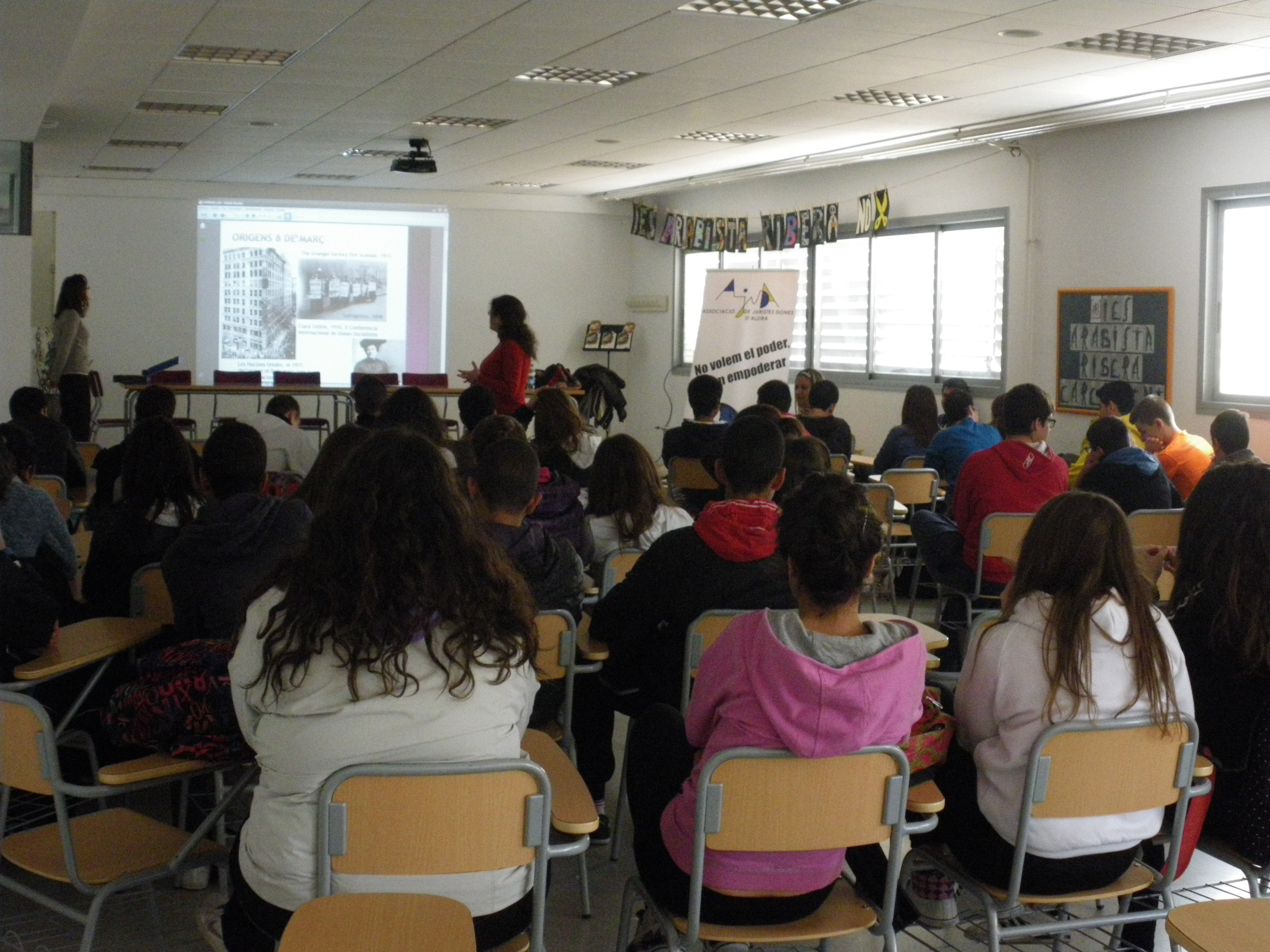

## Plan de igualdad y mediación
El Plan de Igualdad y Mediación , es un conjunto de acciones en diferentes ámbitos de los centros educativos, coordinadas y transversales, que buscan conseguir una igualdad real entre hombres y mujeres en el centro escolar. Desde el curso 2016-2017 la Consejería de Educación exige su implantación en todos los centros educativos. En el IES Arabista Ribera, la coordinadora es Empar Bria. 
El plan se pone en marcha con la aportación de la Asociación de Padres y Madres del Alumnado (AMPA), del mismo centro y con las posibles colaboraciones del ayuntamiento.
El plan tiene como objetivos capacitar al alumnado para detectar las injusticias en función del género, la eliminación de prototipos y estereotipos de género y la creación de materiales educativos con perspectiva de género.
Comisión por la igualdad
A partir del trabajo de Empar y otras profesoras, en el IES Arabista Ribera, se constituyó el curso 2008-2009 la Comisión por la Igualdad. Su objetivo es el desarrollo de valores de igualdad y además participación del profesorado, alumnado y el AMPA, cuenta con el apoyo de AJUDA (Mujeres juristas de Alzira), OXFAM-INTERMÓN y a través de Empar el centro está vinculado a la Red de Escuelas de Amnistía Internacional por los Derechos Humanos.
Acciones
- Presentación de la candidatura de Didín Puig y Carmen Soto al Premi cívic y al Premi de defensa de la tradició i cultura.
-  Tienda Solidaria con Comercio justo y almuerzo solidario con Balloona Matata que destinan este dinero a ropa interior para refugiadas.
- Recogida solidaria y no sexista de juguetes y cuentos para donarlo a Centros C.A.E.S.
- Concentración y un minuto de silencio cada último viernes de mes, por las mujeres asesinadas.
- Canciones reivindicativas sobre los derechos de la mujer en el timbre del centro.
- Coloquio con AJUDA, para visibilizar, concienciar y actuar a los alumnos.
- Completar el “Rincón de la Igualdad” en la biblioteca del centro para fomentar una lectura igualitaria.
- Representación de La Cenicienta ya no cree en príncipes azules por Almudena Francés.
- Debate sobre Micromachismos.
-Taller para ciclos de la diferencia salarial.
- Taller de emociones en pareja.
- Participación el Club de lectura lila de Alzira.
- Actividades que promulguen la igualdad en centros de Educación primaria.

## Premios
- “Diguem no!”, comunicación de la experiencia premiada con el Primer Premio de Experiencias por el Fomento de la Igualdad Ciudad del Alzira 2008, a cargo de Empar Bria.
- Mención especial del jurado del VII Human-fest de València con el cortometraje “A l’altre costat #RefugeesWelcome”.
- Mención de honor en la Fundación Justicia y Paz de València.